# NGC 6451
NGC 6451 est un amas ouvert situé dans la constellation du Scorpion. Il a été découvert par l'astronome germano-britannique William Herschel en 1784.
Selon la classification des amas ouverts de Robert Trumpler, cet amas renferme moins de 50 étoiles (lettre p) dont la concentration est moyenne (II) et dont les magnitudes se répartissent sur un petit intervalle (le chiffre 1). La classification de de Lynga est cependant I 2 r, soit ne concentration forte (I), plus de 100 étoiles (r) dont les magnitudes se répartissent sur un intervalle moyen (2). Cependant, Lynga indique aussi que l'amas est composé de 80 étoiles, ce qui est en contradiction avec sa classification.

## Observation
Avec une magnitude visuelle de 8,2, on peut observer l'amas avec des jumelles dont l'ouverture est de 40 à 50 mm ou avec un petit télescope.

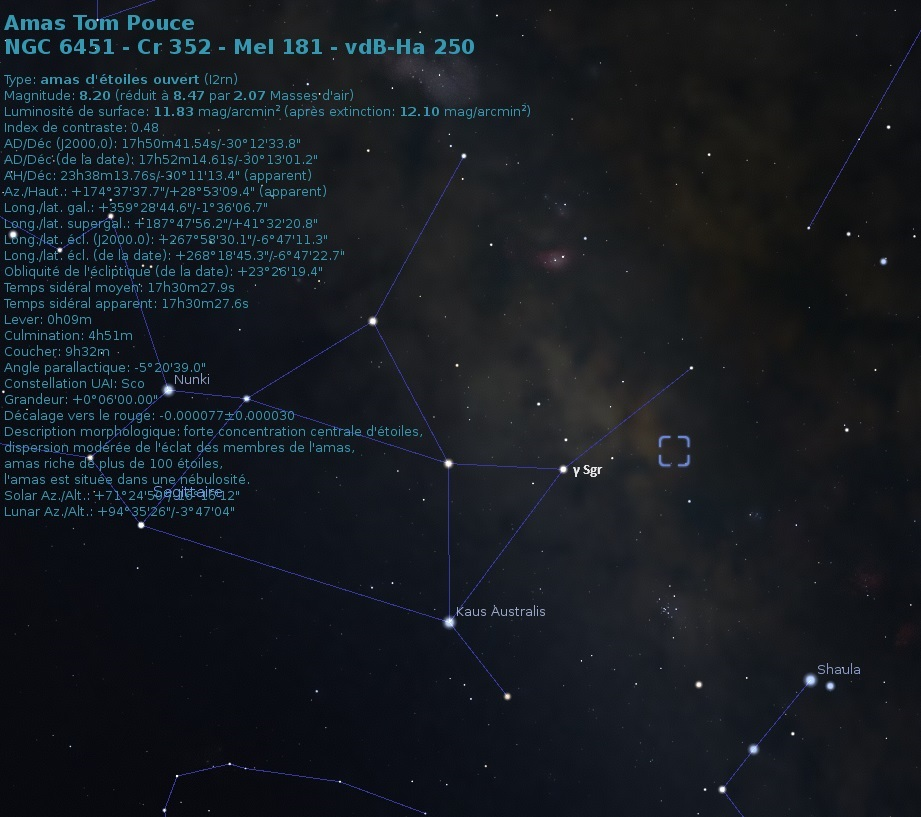
Localisation de NGC 6451 dans la constellation du Sagittaire.

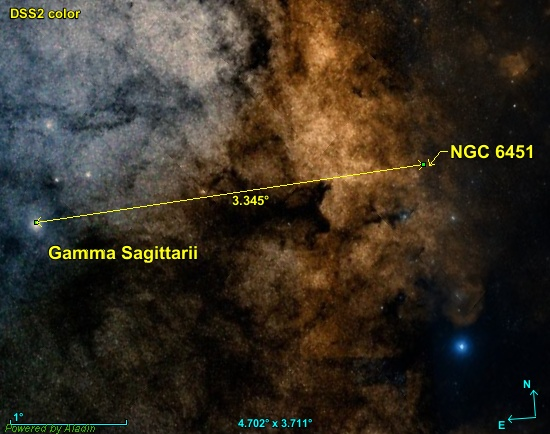
Position de NGC 6451 par rapport à Gamma Sagittarii.

NGC 6451 est situé à environ 3,3 degrés au nord-ouest de l'étoile Gamma Sagittarii.

## Caractéristiques

### Distance, taille et vitesse
La base de données Simbad indique une récente mesure de la parallaxe moyenne de l'amas réalisée par le satellite Gaia, soit 0,304 ± 0,004 mas ce qui correspond à une distance de 3 289 ± 43 pc (∼10 700 al). Simbad indique trois autres distances: 2 770,0 pc, 2 076 pc et 2 794 ± 268 pc.
La taille apparente de l'amas 7', de 7,2' ou de 8', donc de 7,5 ± 0,5') ce qui, compte tenu de la distance de 3 289 ± 43 pc et grâce à un calcul simple, équivaut à une taille réelle de 23,4 ± 1,9 al.
Simbad indique quatre vitesses très différentes, soit −7,89 ± 6,04 km/s, −46,60 ± 4,12 km/s, −23,00 ± 8,9 km/s et +5,49 ± 2,5 km/s. La vitesse de cet amas est donc très incertaine.

### Métallicité
Simbad rapporte deux valeurs de la métallicité, soit +0,01 et +0,457. Selon ces valeurs, le pourcentage d'éléments lourds (plus lourd que l'hydrogène et l'hélium) de cet amas serait compris entre de 102% (100,01) et 286% (100,457) de celui du Soleil.

### Âge
Webda indique un âge de 136 millions d'années (log10=8,134).

## Étoiles
NGC 6451 renferme au moins trois étoiles traînardes bleues.
Simbad montre aussi un bouton nommé Children. En cliquant sur ce bouton, on atteint une section de cette base de données qui renferme un tableau contenant 552 entrées pour NGC 6451. Cependant, des étoiles (les Children) peuvent apparaître plusieurs fois dans la deuxième colonne du tableau, d'où le nombre de liens bibliographiques qui est supérieure au nombre d'étoiles. La quatrième colonne de ce tableau indique la probabilité que l'étoile appartienne à l'amas. En cliquant sur le titre de cette colonne, on peut classer la probabilité par ordre croissant ou décroissant. En cliquant sur la désignation de l'étoile, on atteint la page de Simbad qui résume ses propriétés.